# San Marco di Veglia
San Marco di Veglia o scoglio San Marco, (in croato Sveti Marko) è un isolotto disabitato della Croazia, che fa parte dell'arcipelago delle isole Quarnerine ed è situato a nord dell'isola di Veglia e poco a sudovest della città di Porto Re.
Amministrativamente appartiene al comune di Castelmuschio, nella regione litoraneo-montana.

## Geografia
San Marco di Veglia si trova nella parte orientale del golfo di Fiume, 180 m a nordest dell'isola di Veglia e 450 m a ovest della terraferma nei pressi dell'insediamento di Smevica (Šmrika). Dista invece poco più di 21 km dalla penisola d'Istria.
San Marco di Veglia è un isolotto di forma allungata, orientato in direzione nordovest-sudest e separato dalla terraferma dal canale di Maltempo (Tihi kanal), che misura 1,42 km di lunghezza e 820 m di larghezza massima; ha una superficie di 0,706 km² e uno sviluppo costiero pari a 3,89 km. Nella parte orientale, raggiunge la sua elevazione massima di 102 m s.l.m.
Le coste sono ripide e inaccessibili a est, sud e sudovest, mentre nel resto dell'isola sono basse e di facile accesso. All'estremità orientale sorge un faro. 350&nbp;m a sudovest si trovano i piccoli scogli Selehovac (45°14′44.5″N 14°33′31.5″E).
Le pendici superiori dell'isola sono perlopiù spoglie e rocciose coperte di erba rada, a cui si aggiungono arbusti semi-sempreverdi nella più bassa zona nordoccidentale. Sull'isola spicca la presenza di tre rare specie endemiche di piante: Cerinthe glabra subsp. smithiae, Senecio fluminensis e Carlina frigida subsp. fiumensis.

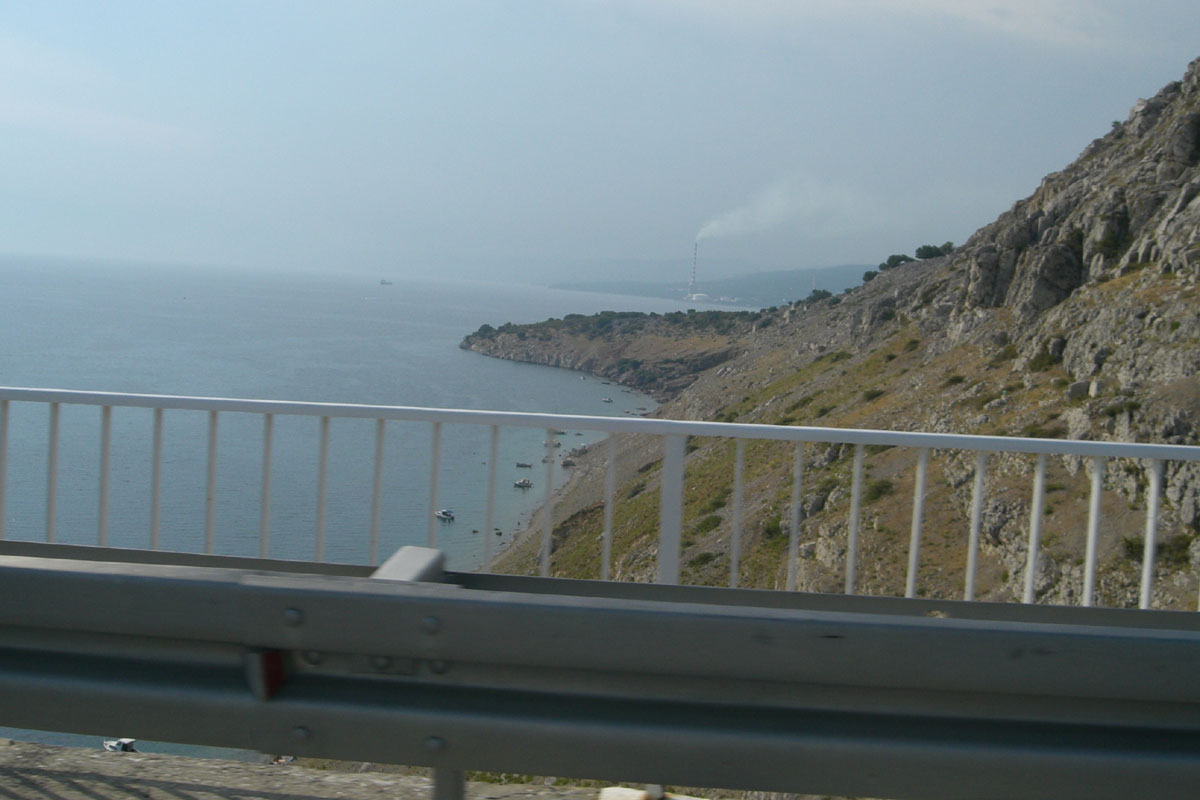
San Marco di Veglia visto dal Ponte di Veglia

A causa della posizione favorevole al commercio e alla navigazione tra il golfo di Fiume e il canale di Maltempo, l'isolotto di San Marco di Veglia era conosciuto fin dall'antichità con il nome di Almis. Successivamente, in epoca medievale prese il nome di Omiš. Oggi è noto soprattutto per il ponte di Veglia che attraversa il suo versante meridionale nel punto di elevazione massima.
L'isola è disabitata tranne che per il corpo di guardia nei pressi del ponte e per le occasionali visite da parte dei turisti e dei pescatori.